# Бурмасово (Архангельська область)
Бурмасово (рос. Бурмасово) — присілок в Котлаському районі Архангельської області Російської Федерації.
Населення становить 14 осіб. Входить до складу муніципального утворення Котласький муніципальний округ.

## Історія
До 2022 року входило до складу муніципального утворення Черемуське поселення.

## Населення
| 2002 | 2009 | 2010 | 2012 |
| ---- | ---- | ---- | ---- |
| 30   | ↘13  | ↗14  | →14  |